# Aeródromo Balmaceda
El Aeródromo Balmaceda (IATA: BBA, OACI: SCBA) ubicado en la localidad del mismo nombre, cercana a la frontera Chileno-Argentina, es el principal acceso por vía aérea a Coyhaique y la Región de Aysén, con un movimiento de pasajeros durante todo el año.
Ubicado 55 km al sureste de la capital regional Coyhaique por ruta 245-CH, con camino en buen estado durante todo el año, que presenta pavimento asfáltico, con servicio de traslado al aeropuerto en transfer especiales.
Este aeropuerto es de carácter público.

## Aerolíneas y destinos

### Destinos nacionales
| Ciudad            | Nombre del aeropuerto                                       | Aerolíneas                                                     |
| ----------------- | ----------------------------------------------------------- | -------------------------------------------------------------- |
| Santiago de Chile | Aeropuerto Internacional Arturo Merino Benítez              | JetSmart (Estacional, reinicia 1-sept) LATAM Chile Sky Airline |
| Concepción        | Aeropuerto Internacional Carriel Sur                        | JetSmart (Estacional, reinicia 1-nov)                          |
| Temuco            | Aeropuerto Internacional La Araucanía                       | JetSmart (Estacional, reinicia 1-sept)                         |
| Puerto Montt      | Aeropuerto Internacional El Tepual                          | JetSmart (Estacional, reinicia 2-sept LATAM Chile Sky Airline  |
| Punta Arenas      | Aeropuerto Internacional Presidente Carlos Ibáñez del Campo | Aerovías DAP                                                   |

### Estadísticas
| Lugar | Ciudad            | Pasajeros | Cambio | Aerolíneas                   |
| ----- | ----------------- | --------- | ------ | ---------------------------- |
| 1     | Santiago de Chile | 43.560    | 0,7%   | LATAM, Sky Airline, JetSmart |
| 2     | Puerto Montt      | 21.320    | 12,3%  | LATAM, Sky Airline, JetSmart |
| 3     | Temuco            | 3.643     | 26,7%  | JetSmart                     |
| 4     | Concepción        | 3.108     | 2,8%   | JetSmart                     |
| 5     | Punta Arenas      | 1.248     | 5,7%   | Aerovías DAP                 |

#### Aerolíneas y/o destinos finalizados
JetSmart
- Punta Arenas, Chile

 LATAM Airlines
- Valdivia, Chile